# Ruta de Illinois 96
La Ruta de Illinois 96, y abreviada IL 96 (en inglés: Illinois Route 96) es una carretera estatal estadounidense ubicada en el estado de Illinois. La carretera inicia en el oeste desde la IL 100     en Kampsville hacia el este en la IL 94     en Terre Haute. La carretera tiene una longitud de 227,2 km (141.16 mi).

## Mantenimiento
Al igual que las autopistas interestatales, y las rutas federales y el resto de carreteras estatales, la Ruta de Illinois 96 es administrada y mantenida por el Departamento de Transporte de Illinois por sus siglas en inglés IDOT.

## Cruces
La Ruta de Illinois 96 es atravesada principalmente por la  IL 106  US 24  US 136  IL 9 .